# 臺灣金融控股
臺灣金融控股股份有限公司（英語：Taiwan Financial Holdings Co., Ltd，簡稱：臺灣金控），成立於2008年1月1日，為台灣一家以臺灣銀行為主體，並由公營金融機構共同成立的金融控股公司。其為目前臺灣五家以政府資金為主體的金融控股公司之一，也是臺灣唯一未上市的金控、以及唯一仍由政府全資持有的公股金控。

## 金控成員
- 臺灣銀行
  - 臺銀保經
- 臺銀人壽
- 臺銀證券

## 沿革
- 2008年1月1日：臺灣銀行與臺灣土地銀行、中國輸出入銀行以共同股份轉換方式成立臺灣金控，臺灣銀行正式整合成為臺灣金融控股公司的子公司之一。金控母與子公司識別標誌皆取樣自日治時期之臺灣銀行行徽。次日，臺灣銀行證券部及人壽保險部分別獨立為金控子公司臺銀綜合證券及臺銀人壽[2]。
- 2008年12月20日：依立法院決議，土地銀行及中國輸出入銀行退出臺灣金控[3]。
- 2013年，子公司臺灣銀行轉投資設立孫公司臺銀綜合保險經紀人。
- 2019年，臺灣金控母與子公司識別標誌棄用日治時期之臺灣銀行行徽，改採用中華民國政府時期的臺灣銀行行徽。

## 外部連結
- 臺灣金控 （页面存档备份，存于）（繁體中文）
- 臺灣銀行 （页面存档备份，存于）（繁體中文）
- 臺銀證券 （页面存档备份，存于） （繁體中文）
- 臺銀人壽 （页面存档备份，存于） （繁體中文）
- 臺銀保經 （页面存档备份，存于）（繁體中文）